# HD 218407
HD 218407，又名BD+45 4147，SAO 52707、HR 8800，是一颗恒星，视星等为6.66，位于銀經104.71，銀緯-13.09，其B1900.0坐标为赤經23h 2m 43.3s，赤緯+45° -13.09′ 38″。